# Aggressiv Amager
Aggresiv Amager er et dansk satireprogram fra 2013, fordelt over en efterårssæson på 9 udsendelser. Hver udsendelse varer ca. 30 minutter.
De medvirkende er Simon Bonde, Esben Pretzmann, Rune Tolsgaard og Peder Pedersen.
De fremtrædende karakterer og sketches i serien er Kanonkongen, TV-shopværterne, Ungdoms-Preben, Gardinmanden, Arne og Ungdomsdilemmaet, Jesper Jaloux Troels, Kim Miltons nye naboer, Tantriske Arvad, og Vædder Keld.